# Estialescq
Estialescq är en kommun i departementet Pyrénées-Atlantiques i regionen Nouvelle-Aquitaine i sydvästra Frankrike. Kommunen ligger i kantonen Lasseube som tillhör arrondissementet Oloron-Sainte-Marie. År 2022 hade Estialescq 260 invånare.

## Befolkningsutveckling
Antalet invånare i kommunen Estialescq
| Referens: INSEE |